# Myśli o Polsce
Myśli o Polsce – polski film dokumentalny z 1999 w reżyserii Aliny Czerniakowskiej.
Autorka dokumentu przedstawiła w nim sylwetkę niedopuszczanego przez komunistów na rynek wydawniczy w Polsce dra Józefa Garlińskiego. W filmie została szczegółowo przedstawiona biografia historyka, zarówno przedwojenna, jak i powojenna. Bohater opowiada o swojej pracy naukowej w Anglii i wydawanych na Zachodzie książkach, które tłumaczone były na kilkanaście języków. W rozmowie autorki z Garlińskim zostały m.in. podjęte wątki: antypolonizmu Żydów amerykańskich, antysemityzmu Polaków, konieczności pamięci o zbrodniach dokonanych na Polakach, ale również potrzebie wybaczenia wrogom. Garliński podjął się oceny dzisiejszej sytuacji Polski i perspektyw wynikających ze wstąpienia do Unii Europejskiej.